# كأس كرواتيا 2011–12
كأس كرواتيا 2011–12 (بالكرواتية: Hrvatski nogometni kup 2011./12.)‏ هو الموسم 21 من كأس كرواتيا. أقيم خلال الفترة 23 أغسطس 2011 وحتى 9 مايو 2012، وأشرف على تنظيمه اتحاد كرواتيا لكرة القدم، وكان عدد الأندية المشاركة فيه 48، وفاز فيه نادي دينامو زغرب.